# ウィサヌサック・ケーオルアン
ウィサヌサック・ケーオルアン（英: Witsanusak Kaewruang、タイ語: วิศณุศักดิ์ แก้วเรือง、1984年3月16日 - ）は、タイ・ムアンナコーンシータンマラート出身の元サッカー選手。現役時代のポジションはゴールキーパー。

## 来歴

### クラブ
2011年、ムアントン・ユナイテッドFCへ加入した。2017年、BECテロ・サーサナFCへ移籍した。